# Crafers
Crafers est une ville située dans les Adelaide Hills, au sud-est d'Adélaïde, en Australie-Méridionale. Sa population est de 2 006 habitants en 2021.
Crafers est nommée d'après David Crafer, qui est arrivé à Adélaïde en 1838.